# Waffenfarben (Reichswehr)

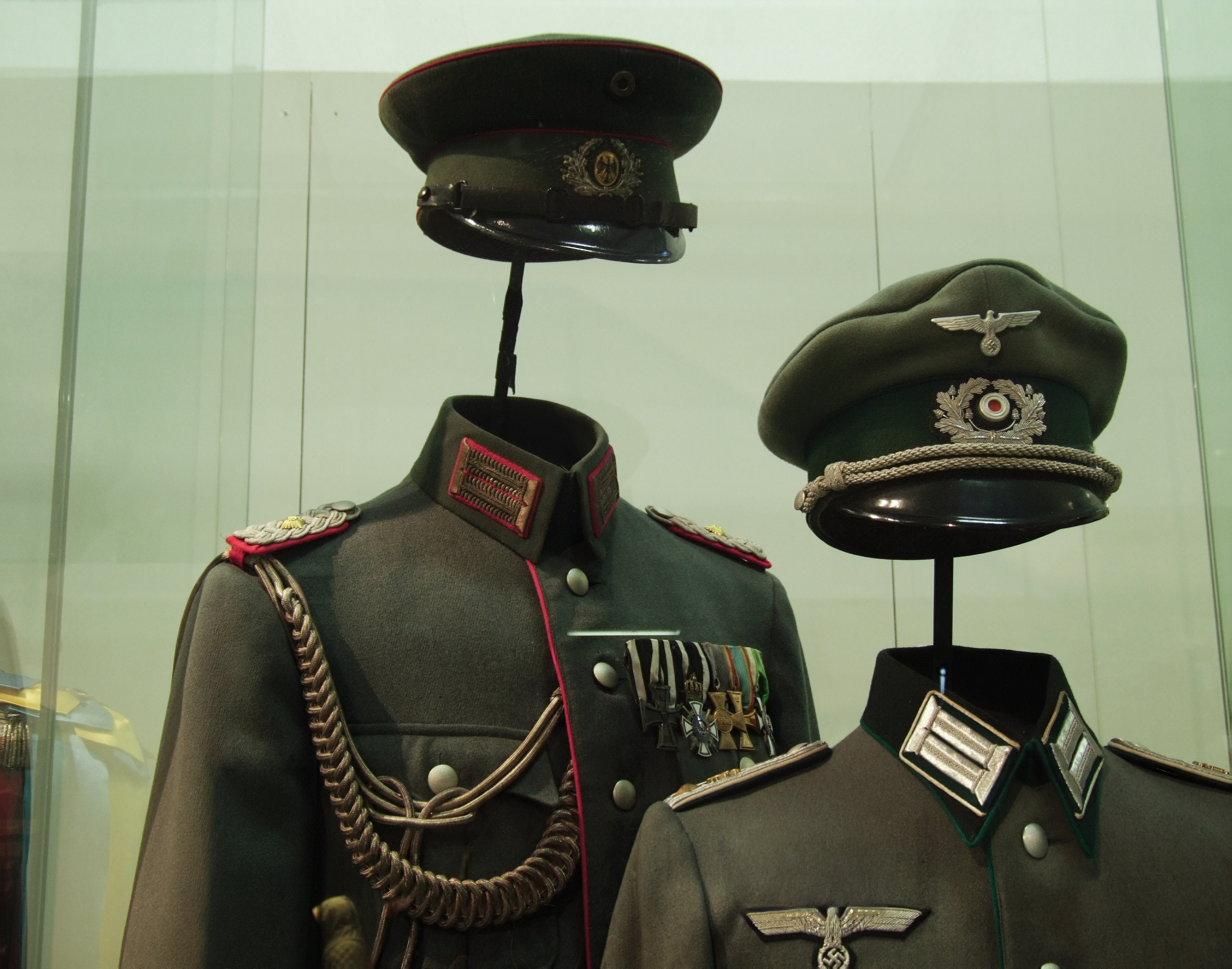
Uniform-Paspelierung
- Hochrot (Hintergrund)
- Weiß (Vordergrund)

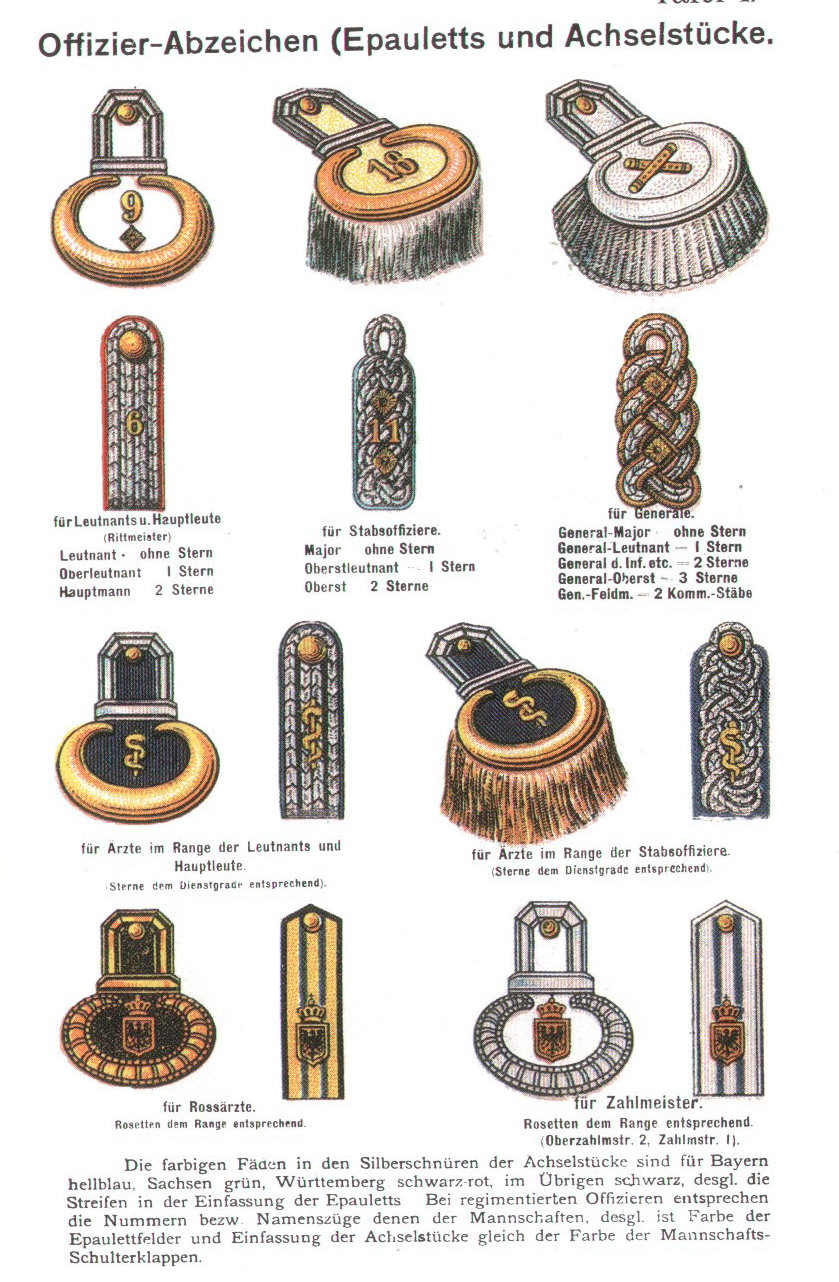
Waffenfarben Reichsheer um 1918

Waffenfarben wurden mit Einführung der feldgrauen, graugrünen, sandfarbenen oder kakifarbenen Einheitsuniformen Anfang des zwanzigsten Jahrhunderts für moderne Streitkräfte zwingend erforderlich. Auch Reichsheer und Reichswehr durchliefen diese Entwicklung.

## Waffenfarben der Reichswehr 1921 bis 1935
Die Waffenfarben folgten zum Teil deutschen Traditionen, dienten aber vor allem als Unterscheidungskriterium der neu entstandenen Waffengattungen und Truppengattungen, Korps, Dienste, Ranggruppen und Verwendungen.
Unterlage bzw. Paspelierung der Schulterstücke, Kragenspiegel und Mützenbesatz waren in der Waffenfarbe gehalten. Auch die Kragenränder der Tuchuniformjacken, Ärmelaufschläge und -patten sowie seitlichen Hosennähte (ca. 2 mm breite Biesen) waren zum Teil „waffenfarbig“.
Die bis dato zusätzlich zu den Rangabzeichen verwendeten Zahlen und Buchstaben zu Nummerierungen und Kennzeichnung von Truppenteilen und Verbänden wurden beibehalten.
Einige der Farben leiten sich von den Kragenfarben der bunten Friedensuniform vor 1914 her (z. B. Generale, Offiziere im Führungsstab, Pioniere, Nachschub oder Sanitätsoffiziere, die in Preußen vor 1914 keinen farblich abgesetzten Kragen trugen, sondern einen dunkelblauen, entsprechend der üblichen dunkelblauen Grundfarbe der Uniform), andere wurden willkürlich gewählt.
Waffenfarben fanden auch als Hintergrundfarbe zunehmend Anwendung bei der Gestaltung von Truppenstandern und Regimentsstandarten.

## Übersichtstafel mit Beispielen
Aufgrund fehlender Quellenangaben bezüglich der exakten Farbcodes ist es schwierig, die tatsächlich verwendeten Waffenfarben zu rekonstruieren. Daher entsprechen die nachstehend gezeigten Farben nur ungefähr den in Wirklichkeit verwendeten Farbtönen. Im Heer der Reichswehr wurden 1921 den Waffengattungen und Spezialverwendungen die folgenden Farben zugewiesen:
Die nachstehende Übersicht enthält eine Auswahl der Waffenfarben.
| Truppe, Verband, Verwendung                                                                                | Waffenfarbe  | Waffenfarbe                        | Beispiel                          | Beispiel                          | Bemerkung |
| --- | ------------ | ---------------------------------- | --------------------------------- | --------------------------------- | --- |
| - Generalität - Waffenoffiziere und Feuerwerker - Artillerietruppe - Dienststellen der Nachschubverwaltung | Hochrot      |                                    |                                   |                                   | Generaloberst (im Rang des Generalfeldmarschall)                                                                  |
| - Generalität - Waffenoffiziere und Feuerwerker - Artillerietruppe - Dienststellen der Nachschubverwaltung | Hochrot      | Flagge, Artillerieführer 1925–1927 |                                   |                                   | |
| - Reichswehrministerium - Offiziere des Führungsstabes - Veterinäroffiziere und Unterveterinäre            | Karmesin     |                                    |                                   | Bitte Bild anlegen und hochladen! | Kragenspiegel „Offizier im Reichswehrministerium“                                                                 |
| - Infanterie - Unteroffiziere und Mannschaften der Gruppen- und Wehrkreiskommandos: weiß                   | Weiß         |                                    | Bitte Bild anlegen und hochladen! |                                   | Flagge, Infanterieführer 1925.svg                                                                                 |
| Kraftfahrtruppen                                                                                           | Rosa         |                                    | Bitte Bild anlegen und hochladen! | Bitte Bild anlegen und hochladen! | später Kraftfahrkampftruppe bzw. Panzertruppe                                                                     |
| Nachrichtentruppe                                                                                          | Hellbraun    |                                    | Bitte Bild anlegen und hochladen! | Bitte Bild anlegen und hochladen! | ab 1937: Zitronengelb                                                                                             |
| - Kavallerie - (später Aufklärer aufgrund Kavallerietradition)                                             | Goldgelb     |                                    |                                   |                                   | - Stander (Divisionskommandeur Kavallerie, 1925) - Uffz, 2. Eskadron, Reiter-Regiment 18 (goldgelbe Paspelierung) |
| Jägertruppe                                                                                                | Jägergrün    |                                    | Bitte Bild anlegen und hochladen! | Bitte Bild anlegen und hochladen! | |
| Heeresbeamte                                                                                               | Dunkelgrün   |                                    | Bitte Bild anlegen und hochladen! | Bitte Bild anlegen und hochladen! | |
| Fahrtruppe (pferdebespannt)                                                                                | Hellblau     |                                    | Bitte Bild anlegen und hochladen! | Bitte Bild anlegen und hochladen! | |
| - Sanitätsoffiziere - Sanitätstruppe                                                                       | Sanitätsblau |                                    | Bitte Bild anlegen und hochladen! | Bitte Bild anlegen und hochladen! | |
| Pioniere                                                                                                   | Schwarz      |                                    | Bitte Bild anlegen und hochladen! |                                   | Hauptmann |